# Olympische Sommerspiele 1968/Kanu – Zweier-Canadier 1000 m (Männer)
Die Wettkämpfe im Zweier-Canadier über 1000 Meter bei den Olympischen Sommerspielen 1968 wurden vom 22. bis 22. Oktober auf der Pista Olímpica Virgilio Uribe ausgetragen.
Aus zwei Vorläufen erreichten sechs Boote das Finale. Über den Hoffnungslauf wurde das Finale um drei weitere Boote ergänzt. Dort gewann das rumänische Duo Ivan Patzaichin / Serghei Covaliov.

## Ergebnisse

### Vorläufe
Die jeweils ersten drei Boote qualifizierten sich für das Finale, die restlichen Boote für den Hoffnungslauf.

#### Lauf 1
| Rang | Athleten                                | Nation             | Zeit       |
| ---- | --------------------------------------- | ------------------ | ---------- |
| 1    | Naum Procupeț Michail Samotin           | Sowjetunion        | 4:09,9 min |
| 2    | Bernt Lindelöf Erik Zeidlitz            | Schweden           | 4:10,5 min |
| 3    | Roland Kapf Klaus Lewandowsky           | BR Deutschland     | 4:11,4 min |
| 4    | Juan Martínez Félix Altamirano          | Mexiko             | 4:11,9 min |
| 5    | Bernard Bouffinier Jean-François Millot | Frankreich         | 4:13,1 min |
| 6    | Rudolf Pěnkava Svatopluk Skarupský      | Tschechoslowakei   | 4:31,3 min |
| 7    | William Gates Malcolm Hickox            | Vereinigte Staaten | 4:37,0 min |

#### Lauf 2
| Rang | Athleten                             | Nation    | Zeit       |
| ---- | ------------------------------------ | --------- | ---------- |
| 1    | Ivan Patzaichin Serghei Covaliov     | Rumänien  | 4:03,4 min |
| 2    | Tamás Wichmann Gyula Petrikovics     | Ungarn    | 4:04,4 min |
| 3    | Jürgen Harpke Helmut Wagner          | GDR       | 4:21,8 min |
| 4    | Iwan Walow Alexandar Damjanow        | Bulgarien | 4:26,1 min |
| 5    | Tetsumasa Yamaguchi Nobuatsu Yoshino | Japan     | 4:30,9 min |
| —    | John Wood Scott Lee                  | Kanada    | DSQ        |

### Hoffnungslauf
Die ersten drei Boote des Hoffnungslaufs erreichten das Finale.
| Rang | Athleten                                | Nation             | Zeit        |
| ---- | --------------------------------------- | ------------------ | ----------- |
| 1    | Juan Martínez Félix Altamirano          | Mexiko             | 4:15,01 min |
| 2    | Rudolf Pěnkava Svatopluk Skarupský      | Tschechoslowakei   | 4:20,19 min |
| 3    | Iwan Walow Alexandar Damjanow           | Bulgarien          | 4:22,17 min |
| 4    | Bernard Bouffinier Jean-François Millot | Frankreich         | 4:22,76 min |
| 5    | Tetsumasa Yamaguchi Nobuatsu Yoshino    | Japan              | 4:29,54 min |
| 6    | William Gates Malcolm Hickox            | Vereinigte Staaten | 4:33,49 min |

### Finale
| Rang | Athleten                           | Nation           | Zeit        |
| ---- | ---------------------------------- | ---------------- | ----------- |
| 1    | Ivan Patzaichin Serghei Covaliov   | Rumänien         | 4:07,18 min |
| 2    | Tamás Wichmann Gyula Petrikovics   | Ungarn           | 4:08,77 min |
| 3    | Naum Procupeț Michail Samotin      | Sowjetunion      | 4:11,30 min |
| 4    | Juan Martínez Félix Altamirano     | Mexiko           | 4:15,24 min |
| 5    | Bernt Lindelöf Erik Zeidlitz       | Schweden         | 4:16,60 min |
| 6    | Jürgen Harpke Helmut Wagner        | GDR              | 4:22,53 min |
| 7    | Roland Kapf Klaus Lewandowsky      | BR Deutschland   | 4:26,36 min |
| 8    | Iwan Walow Alexandar Damjanow      | Bulgarien        | 4:26,74 min |
| —    | Rudolf Pěnkava Svatopluk Skarupský | Tschechoslowakei | DSQ         |

## Weblink
- Ergebnisse